# Jeney Imre
Jeney Imre (Nagyernye, 1908. július 12. – Budapest, 1996) magyar filmrendező és forgatókönyvíró.

## Életpályája
1908-ban született Nagyernyén Jenei Sándor református lelkipásztor és Zoltáni Ilona gyermekeként. Az elemi iskoláit szülőfalujában, a középiskoláit Marosvásárhelyen végezte a Református Kollégiumban. Érettségi után a Budapesti Műegyetem Építészeti Karán szerzett diplomát. Magyarországon maradt. Mivel a filmvilág vonzáskörébe került, nem építészként dolgozott, hanem filmforgatókönyveket írt, majd segédrendező, később rendező lett.
Az 1944-ben forgatott És a vakok látnak című filmjében egy vízvezeték szerelő munkás tragédiáját dolgozta fel. Ez a film, a magyar filmtörténetben toronymagasan kiemelkedő Emberek a havason - Szőts István rendezte - film mellé állítható. Mind Szőts István, mind Jenei Imre korukat megelőzve, a neorealizmus előfutárai voltak. Sajnos mindkettőjük karrierjét kettétörték, azáltal, hogy az időközben megváltozott politikai helyzet miatt eltiltották őket a filmrendezéstől. Mivel nem állt a hatalom szolgálatába, alkotó erejének teljében, értékes éveket veszített el. Azt sem bocsátották meg, hogy nem vállalta el a már szocialista–realista darab megrendezését (Gyarmat a föld alatt 1952), s csak, mint társrendező vállalta a kompromisszumot. 1957-ben Békeffi Istvánnal, és Turay Ida színésznővel nyugatra ment, ahol Ausztriában, Németországban, Svájcban, Spanyolországban dolgozott a filmszakmában. 1996-ban Budapesten halt meg.

## Művei

### Rendezőként
- Gyurkovics fiuk (társrendezőként) (1941)
- Négy lovas hintó (1942)
- És a vakok látnak (1944)
- Egy asszony elindul (1948)

### Forgatókönyvíróként
- Férjet keresek (1940)
- Balkezes angyal (1941)
- Egy asszony elindul (1956)
- Mese a 12 találatról (1956)

### Segédrendezőként
- Semmelweis (1940)
- Férjet keresek (1940)
- Jöjjön elsején! (1940)
- A szerelem nem szégyen (1940)
- Lelki klinika (1941)
- Fráter Loránt (1942)
- A 2000 pezsgős férfi (1942)
- Férfihűség (1942)
- Szerelmi láz (1943)
- Fiú vagy lány (1944)